# Import Tuner Challenge
Import Tuner Challenge, в Японии известная как Shutokou Battle X (яп. 首都高バトルX Шутоку Батору Эккусу) — видеоигра серии Tokyo Xtreme Racer, разработанная студией Genki и изданная в 2006 году эксклюзивно для консоли Xbox 360.

## Игровой процесс
Суть игры аналогична предыдущим частям серии. В режиме Quest по сюжету пропадает без вести король скорости, и за звание нового короля скорости начинают соперничать группировки уличных гонщиков. Игроку требуется ездить по токийским шоссе и дальним светом фар вызывать на дуэль уличных гонщиков (они могут как ехать по шоссе, так и стоять на парковках), каждый из которых принадлежит к определённой группировке. У значительно отстающего в данный момент от лидера состязания гонщика расходуется шкала SP (она также расходуется при столкновениях), и когда шкала опустеет, гонка завершается победой для участника, у которого шкала не опустела. Одна игровая сессия раноценна одним суткам, и каждые сутки, в ночь, полночь или рассвет, по дорогам ездят разные соперники. За победы в гонках начисляются кредиты, которые можно потратить на покупку новых автомобилей и элементов тюнинга и стайлинга.
В игре есть несколько дополнительных режимов. В режиме Time Attack игрок в одиночку старается как можно быстрее проехать тот или иной маршрут. В режиме Free Run игрок свободно ездит по шоссе для изучения дорог. Присутствует многопользовательский режим для двух игроков, реализованный как по технологии разделённого экрана (VS), так и по сети с использованием технологий онлайн-сервиса Xbox Live. После каждого заезда можно просмотреть и сохранить его повтор (Replay Theater). В игре действует система достижений.

## Разработка и выход игры
Как и в случае с предыдущими частями серии, за разработку Import Tuner Challenge была ответственна студия Genki. Import Tuner Challenge было решено выпустить эксклюзивно для консоли Xbox 360 — единственный раз в серии игра предназначалась для платформы от американской компании, а не японской. В качестве особенностей разработчиками были заявлены обширные возможности тюнинга и стайлинга с более чем 5 миллионами комбинаций настройки каждого автомобиля и реальными производителями запчастей (например, Veilside и Bride), рельные токийские автомагистрали, более чем 400 компьютерных оппонентов и соревновательный онлайн-режим в Xbox Live.
Анонс состоялся 25 июля 2005 года на выставке Xbox Summit. 16 сентября 2005 года Shutokou Battle X была продемонстрирована на выставке Tokyo Games Show, а 27 июля 2006 года состоялся выход игры в Японии. 31 июля компания Ubisoft заявила о намерениях выпустить игру под названием Import Tuner Challenge в Европе и Северной Америке, причём, она будет представлять собой не прямое портирование Shutokou Battle X, а уникальный продукт. Выход Import Tuner Challenge состоялся 26 сентября 2006 года в Северной Америке, 5 октября того же года в Австралии и 6 октября того же года в Европе.

## Оценки и мнения
| Сводный рейтинг    | Сводный рейтинг |
| Агрегатор          | Оценка          |
| ------------------ | --------------- |
| GameRankings       | 52,77 %         |
| Game Ratio         | 56 %            |
| Metacritic         | 54/100          |
| MobyRank           | 55/100          |
| Иноязычные издания |                 |
| Издание            | Оценка          |
| 1UP.com            | 4/10            |
| AllGame            | [ 13 ]          |
| Famitsu            | 32/40           |
| GameSpot           | 6,4/10          |
| GamesRadar+        | 5/10            |
| IGN                | 5,9/10          |
| OXM                | 4/10 5/10 (UK)  |
| TeamXbox           | 4,9/10          |
| WorthPlaying       | 6,5/10          |
| XboxAddict         | 2,5/5           |

Import Tuner Challenge получила сдержанные отзывы от критиков. Большинство обозревателей сошлось во мнении, что, несмотря на обширные возможности тюнинга и стайлинга, игра получилась вторичной по отношению к предыдущим частям серии, и негативно восприняли малое количество дорог, приводящее к их постоянной повторяемости во время прохождения. На сайте GameRankings средняя оценка составляет 52,77%, а на Metacritic — 54 балла из 100.